# Recusación (religión)
En la historia de Inglaterra, recusación (en inglés recusancy) era un término utilizado para describir el delito estatutario de no cumplir con la ley adoptando la religión estatal, la Iglesia de Inglaterra.

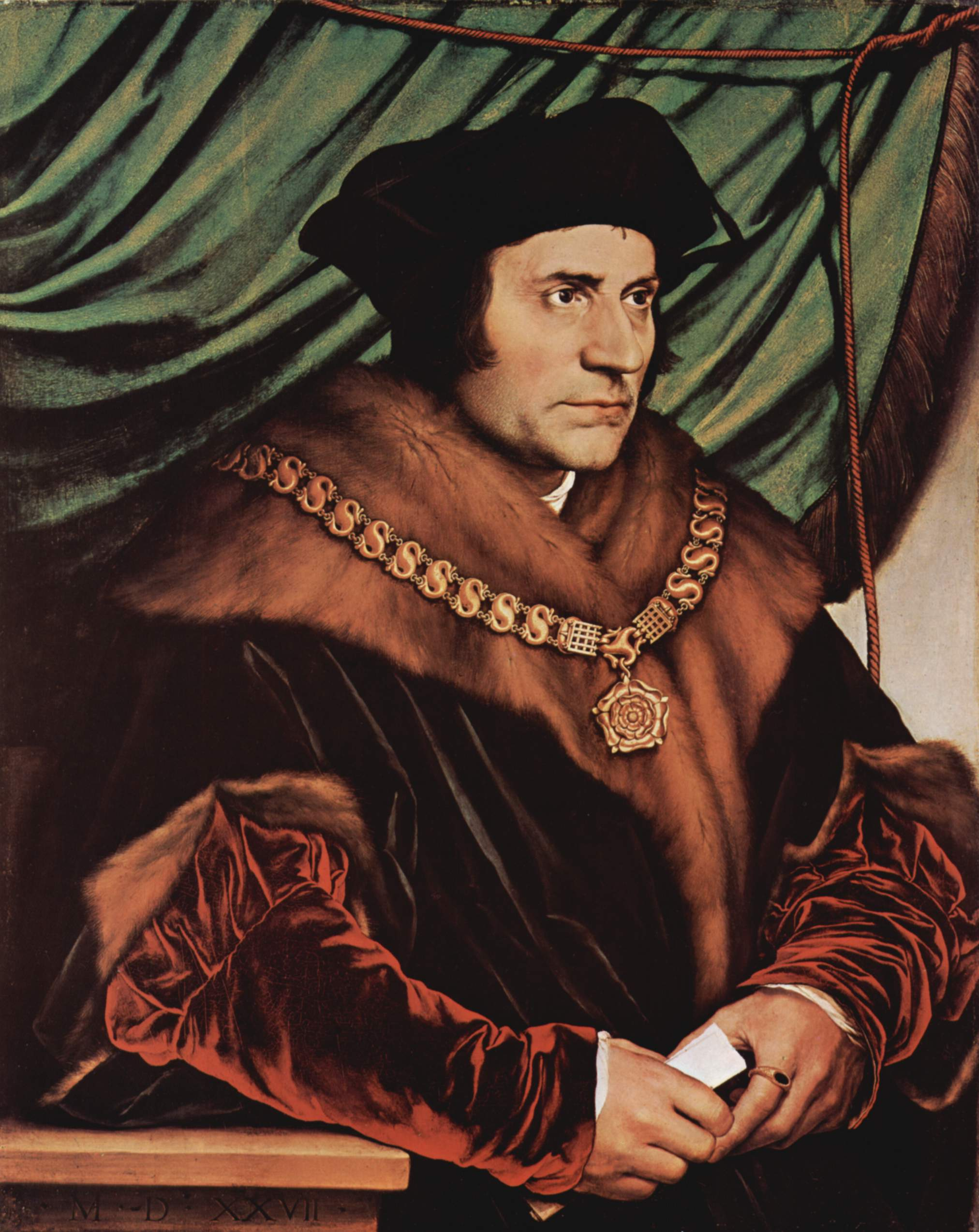
Tomás Moro, uno de los primeros y más notorios ingleses que se opusieron a la "herejía" anglicana, hoy canonizado Santo de la Iglesia Católica.

## Orígenes
Del siglo XVI al XIX, aquellos individuos encontrados culpables de tal crimen, llamados recusantes, eran sujetos a penas civiles y a veces, especialmente en la parte más temprana de aquel período, a penas criminales. Los católicos formaron gran parte de los recusantes, y a ellos se les aplicó inicialmente el término. Grupos no católicos compuestos de protestantes o cristianos reformados, disidentes de la Iglesia de Inglaterra, también fueron etiquetados más tarde de recusantes. Las leyes contra los recusantes estuvieron en vigor desde el reinado de Isabel I al de Jorge III, aunque no fueron siempre aplicadas con la misma intensidad.
El primer estatuto dirigido contra los disidentes de la religión oficial de Inglaterra fue emitido en 1593 bajo Isabel I y concretamente contra los católicos, bajo el título Acta para la contención de los recusantes papistas (del inglés An Act for restraining Popish Recusants). Jacobo I y Carlos I promulgaron otras leyes, asimismo contra los católicos, incluyendo diversas sanciones legales, así como las leyes que definen otros delitos estimados como de recusación.
Los recusantes fueron objeto de diversas inhabilitaciones y bajo leyes penales inglesas, la mayoría de éstas fueron derogadas durante la regencia y reinado de Jorge IV (1811–30). Esto revitalizó el catolicismo romano durante el resto del siglo XIX y en el seno del anglicanismo surgió una corriente que pretendía volver a él, el llamado Movimiento de Oxford. Representativo fue el caso de John Henry Newman (1801-1890), un importante teólogo y presbítero anglicano convertido al catolicismo en 1845 y que más tarde fue elevado a la dignidad de cardenal por el papa León XIII, como asimismo lo fue Henry Edward Manning (1808–1892). 
Poco después de ser acuñado el término, sirvió igualmente para designar a disidentes protestantes, cuya confesión provenía de la reforma calvinista u otras más radicales, a pesar de que con su crecimiento después de la restauración de Carlos II estos grupos llegaron a ser mayoritariamente distinguidos de los católicos mediante los términos nonconformist o dissenter.

## Uso moderno
El término recusante se emplea hoy en día con orgullo por aquellas personas que descienden de familias de la nobleza y gentry que han permanecido de forma continua y durante generaciones leales a la Santa Iglesia, a pesar de que una parte importante de los católicos ingleses contemporáneos es, como mínimo, en parte descendiente de inmigrantes en Inglaterra (particularmente de Irlanda) o conversos. El catolicismo continuó siendo la religión mayoritaria en varias regiones inglesas, notablemente áreas rurales como Lancashire y Cumbria. Algunos sedevacantistas ingleses utilizan el término (incorrectamente) para describir su movimiento.
La familia de los duques de Norfolk, cuyo apellido es Fitzalan-Howard, es la más prominente familia recusante de Inglaterra, mientras el concepto de recusación ha estado históricamente enfocado en la Inglaterra septentrional.
En los últimos años del siglo XIX y primeros del XX, un buen número de familias acomodadas se convirtieron al catolicismo, propiciando un resurgimiento de la Iglesia Católica inglesa.
Por el contrario, algunos antiguas familias recusantes, como los condes de Shrewsbury, el vizconde de Gage y otros abrazaron el anglicanismo.
El principal crecimiento de los católicos en la Inglaterra moderna ha sido a través de la inmigración (en el pasado más notablemente la irlandesa, y en los últimos años notablemente de Polonia) y algo menos por la conversión (a pesar de que ha habido un continuo flujo de laicos y clérigos anglicanos a la Iglesia católica sobre todo en las dos últimas décadas, e históricamente desde William Byrd hasta Robert Hugh Benson, Gerard Manley Hopkins, Hilaire Belloc, Gilbert Keith Chesterton, Evelyn Waugh y Graham Greene). Desde un punto de vista estadístico, quienes se autoidentifican como ingleses son sólo el segundo grupo tras los irlandeses en afiliación a la Iglesia católica en el Reino Unido.

## Recusantes célebres
Un católico inglés digno de mención, aunque probablemente un converso, fue el compositor William Byrd. Algunos de los motetes de Byrd fueron de hecho escritos como correspondencia con un amigo y compositor, Philip de Monte, quien escribió sus propios motetes en respuesta, como el Super Flumina Babylonis. Esta correspondencia de motetes trataba a menudo de temas como la opresión o la esperanza de libertad. 
Otro recusante fue Guy Fawkes (también conocido como Guido Fawkes), un soldado inglés que fue arrestado mientras intentaba llevar a cabo la Conspiración de la Pólvora para volar el edificio del Parlamento el 5 de noviembre de 1605. Recusante fue asimismo el poeta inglés más importante de principios del siglo XVIII, Alexander Pope.
Otro grupo de recusantes incluiría una gran porción de Jacobitas, como el Conde de Derwentwater, y particularmente aquellos pertenecientes a la nobleza Jacobita.